# Май-Маевский, Владимир Зенонович
Влади́мир Зено́нович (Зино́вьевич) Май-Мае́вский, военными называемый Май (15 (27) сентября 1867, Санкт-Петербург — 12 ноября 1920, Севастополь) — русский военный деятель, военачальник Русской армии и Белого движения, Генерального штаба генерал-лейтенант (9 (22) марта 1919), монархист.

## Биография
Родился 15 (27) сентября 1867 года в Санкт-Петербурге в семье штабс-капитана лейб-гвардии Гатчинского полка Зенона Викентьевича Май-Маевского (1837—1869), потомственного дворянина Могилёвской губернии (герба Ястржембец), участника подавления Польского восстания 1863—1864 годов, и Анны Николаевны Волковой, представительницы древнего дворянского рода Волковых. Окончил 1-й Кадетский корпус (1885) и Николаевское инженерное училище (1888), выпущен подпоручиком в 1-й сапёрный батальон, затем был переведён в лейб-гвардии Измайловский полк с тем же чином и старшинством.
Окончил Николаевскую академию Генерального штаба по первому разряду в 1896 году, с переименованием из штабс-капитана гвардии в капитаны Генерального штаба. (ст. 17.05.1896). В 1904 году произведен в полковники со старшинством с 6 декабря 1904 года.
Участник Русско-японской и Первой мировой войн (начальник штаба пехотной дивизии, корпуса, начальник 35-й пехотной дивизии, командир 1-го гвардейского корпуса). Получил чин генерал-майора 28 ноября 1914 года (со старшинством с 28.08.1914). Был кавалером не только царских наград, но и так называемого «Георгия с веточкой» — знака отличия, введённого после Февраля 1917 г. Временным правительством и вручавшегося генералам и офицерам солдатским собранием — знак солдатского уважения, проявленного в отношении Владимира Зеноновича.

### Гражданская война
Весной 1918 года бежал на Дон и поступил рядовым в Дроздовскую дивизию Добровольческой Армии. Временно командующий 3-й стр. (Дроздовской) дивизией (с 19.11.1918; приказ № 173 Главнокомандующего Добровольческой армией). Начальник той же дивизии (с 05.01.1919; приказ Главнокомандующего ВСЮР № 27; вместо умершего генерал-майора М. Г. Дроздовского). Одновременно начальник Донецкого отряда — январь-май 1919. Командир 2-го армейского корпуса (с 12.02.1919; приказ Главнокомандующего ВСЮР № 268). Генерал-лейтенант (пр. 09.03.1919; приказ Главкома ВСЮР № 428; за боевые отличия). Командующий Добровольческой армией (с 22.05.1919 созданной на базе Донецкой группы).
С января 1919 командовал Донецкой группой войск (отрядом), с 22 мая по 27 ноября 1919 — Добровольческой армией. Добился ряда побед на Донбассе в боях против сил большевиков, командуя отрядом испытанных добровольческих частей (Корниловский, Марковский, Дроздовский, Самурский, 1-й и 2-й конные, Алексеевский полки). После разгрома войсками ВСЮР 10-й, 8-й, 9-й, 13-й и 14-й красных армий генерал Май-Маевский, вынесший на своих плечах все тяготы 6-месячной обороны Донецкого каменноугольного бассейна, в мае 1919 г назначен командующим Добровольческой армией (бывшей Кавказской Добровольческой армией). С июня 1919 — главноначальствующий губерний в Харьковском районе.
Руководил Добровольческой армией во время её наступления летом и осенью 1919 года на Москву. Довел армию до Киева, Орла и Воронежа. По некоторым данным, главнокомандующий Вооружёнными Силами Юга России А. Деникин выдвигал кандидатуру Май-Маевского на пост военного и морского министра после взятия Москвы.
Занимал непримиримую позицию в отношении пленных большевиков и лиц, заподозренных в сочувствии большевизму, которым генерал выносил смертные приговоры, не рассматривая заведённых на них дел. После неудач второй половины октября и ноября, в результате выяснившихся личных недостатков (запой, с которым генерал боролся, но не справился), генерал Май-Маевский был уволен (27 ноября 1919 года). На его место был назначен барон П. Н. Врангель.
В первом издании Большой советской энциклопедии деятельность Май-Маевского в Белой армии характеризуется как «бесконечные кутежи, пьянство и оргии».
Однако главнокомандующий ВСЮР генерал А. И. Деникин позднее напишет в «Очерках русской смуты» (том.5, гл.11) в отношении ситуации с генералом Май-Маевским: «сам по себе факт отступления Добровольческой армии от Орла до Харькова при тогдашнем соотношении сил и общей обстановке не может быть поставлен в вину ни армии, ни командующему. Бог ему судья!».
Во время мятежа капитана Орлова 22 января 1920 года в Симферополь был выслан из Севастополя импровизированный отряд генерал-лейтенанта В. З. Май-Маевского, одновременно от Джанкоя грузился эшелон под командой генерала Я. А. Слащёва.
Врангель в 1920 году вернул Май-Маевского в армию. Во время обороны Крыма он руководил тыловыми частями и гарнизонами Русской армии. Умер во время эвакуации Белой армии из Севастополя 12 ноября 1920 года. По одной версии, застрелился, по другой — умер от последствий инфаркта в одной из больниц Севастополя либо от инфаркта в пути следования на автомобиле к кораблю для эвакуации.

## Британская награда
Летом 1919 года английский король Георг V сделал мифического, но весьма популярного в Англии и во Франции «генерала Харькова» почётным кавалером ордена Михаила и Георгия «за заслуги в борьбе с большевизмом как мировым злом». Когда британская миссия прибыла 31 августа 1919 г. в город Харьков, в штаб командующего Добровольческой армией, выяснилось, что «генерала Харькова» нет и никогда не было. Знак ордена и королевский патент вручили Май-Маевскому.

## Родственные связи
На его двоюродной сестре Вере Валерьяновне Май-Маевской (в замужестве — Седовой) был женат полярный исследователь Георгий Седов. В комнате В. В. Седовой, которая при советской власти жила в Ленинграде, до самой её смерти висел портрет двоюродного брата в генеральской форме.

## Награды
- Орден Святого Станислава 3-й степени (1900)
- Орден Святой Анны 3-й степени (1904)
- Орден Святого Станислава 2-й степени (1906)
- Орден Святой Анны 2-й степени (1907)
- Орден Святого Владимира 4-й степени (ВП 28.02.1910)
- Орден Святого Владимира 3-й степени (ВП 21.03.1913)
- Георгиевское оружие (ВП 11.04.1915)
- Орден Святого Станислава 1-й степени с мечами (ВП 12.06.1915)
- Орден Святой Анны 1-й степени с мечами (ВП 3.10.1915)
- Орден Святого Георгия 4-й степени (ВП 20.11.1915)
- Орден Святого Владимира 2-й степени с мечами (ВП 5.04.1916)
- мечи к ордену Святого Владимира 3-й степени (ПАФ 7.07.1917)
- Георгиевский крест 4-й степени с лавровой ветвью (1917)
- британский орден Святого Михаила и Святого Георгия (1919)

## В литературе
- Деникин А. И. Очерки русской смуты. — М.: «Айрис-пресс», 2006. — Т. 4, 5. — 832 с. — ISBN 5-8112-1890-7.
- П. В. Макаров. «Адъютант Май-Маевского». — М: 1926
- Б. Акунин. «Не прощаюсь». — М.: «Захаров», 2018. — 416 с. — ISBN 978-5-8159-1477-3 (генерал Владимир Зенонович Гай-Гаевский).
- В. Бондаренко. Капитанская внучка. — М.: «Вече», 2018.

## Кинематография
Яркий образ генерала Май-Маевского создан в советском кинофильме «Адъютант его превосходительства». Роль командующего Владимира Зеноновича Ковалевского исполнил Владислав Стржельчик. В фильме также отражены реальные события на антибольшевистском фронте, которым командовал генерал.

## Иллюстрации
- Командующий Добровольческой армией Май-Маевский в дроздовской форме. Командующий армией имел право носить форму любой из «цветных» частей.
- Май-Маевский проверяет снаряжение ударника Корниловского полка Ростов, 1919.
- Командующий армией генерал Май-Маевский (на переднем плане) и капитан Макаров (сзади). Ростов, 1919.
- Май-Маевский на панихиде по погибшим при освобождении Харькова. Ок. 27 июня 1919.
- Май-Маевский чествуется жителями Полтавы, только что освобожденной войсками Добрармии. 30 или 31 июля 1919.
- Личный конвой Май-Маевского у входа в штабной вагон пляшет лезгинку. ЮВЖД, 1919.
- На богослужении в Ростове-на-Дону, 1919 год.
- Май-Маевский производит смотр учебного батальона в Ростове.
- Май-Маевский. Рисунок в журнале «Донская волна», 1919.
- Пропагандистская марка из агитационно-фантастической «генеральской» серии (Берлин, 1920).